# Igreja de Chaviães
A Igreja de Chaviães, também referida como Igreja de Santa Maria Madalena, localiza-se na antiga freguesia de Chaviães, atual freguesia de Chaviães e Paços, município de Melgaço, distrito de Viana do Castelo, em Portugal.
Em 2023 foi classificada como Monumento de Interesse Público.

## História
Acredita-se que a sua construção remonte à Idade Média, durante o século XII do calendário Juliano, existindo referência documental da sua existência pela primeira vez em 1177, sendo então denominada por Igreja de Santa Seginha ou Seculina de Chaviães, erguida em adoração a Segolène de Albi, uma santa francesa do século VII, por influência dos monges francos, pertencentes à Ordem de Cister, do Mosteiro de Fiães. A igreja é novamente referida, desta vez apenas como Igreja de Chaviães, por ocasião das Inquirições Gerais de D. Afonso III, em 1258, como uma das igrejas subordinadas ao bispado de Tui, passando somente em 1444, no reinado de D. João I, para o bispado de Ceuta, e em 1513, para o arcebispo de Braga, D. Diogo de Sousa.
No século XV, a igreja passou a dedicar-se ao culto de Santa Maria Madalena, até aos nossos dias.
Actualmente, a missa na Igreja de Santa Maria Madalena de Chaviães é celebrada aos Domingos, pelas 8 horas e meia da manhã.

## Características
Construída na época medieval, em estilo Românico, e apesar de ter sofrido acrescentos e algumas mudanças na época moderna, a igreja de Chaviães conserva ainda hoje em dia importantes vestígios do seu traço original, sendo alguns elementos mais evidentes na sua fachada e porta principal, onde existe uma rica e variada decoração.
De planta longitudinal, composta por uma nave e uma capela-mor, a igreja românica foi construída em cantaria aparente. A sua fachada principal, terminada em empena, é constituída por duas cornijas em cada lado e uma cruz latina ao centro, de cantaria sobre o acrotério, sendo ainda pontuada por uma janela circular no centro e um portal em arco de volta perfeita, com arquivoltas e tímpano, ricamente decorados, em redor das portas. Adjacente à fachada, do lado direito, ergue-se uma torre sineira, de forma quadrada, terminada também com cornijas, pináculos e um coruchéu.
No seu interior, foram conservados um retábulo-mor barroco e várias pinturas murais quinhentistas, visíveis na parede do arco triunfal, da nave a ela adjacentes e na da capela-mor, atrás do retábulo, com evidência de, pelo menos, três camadas de pintura sobrepostas. Realizadas à mão livre e de concepção simples, para além de vários motivos decorativos e abstractos, estão representados Santo Antão, São Paulo (ou São Bartolomeu), São Roque, um santo franciscano (pressupõe-se Santo António), alguns soldados, um anjo, um monge, o tema do "Homem Silvestre", representando a fertilidade, um fragmento do martírio de São Sebastião, e os três Reis Magos, sendo estes últimos representados de forma diferente da norma pictórica e religiosa do século XV e XVI, onde Melchior apresentava-se como o mais velho, já calvo e de barba branca, Baltasar feito homem maduro de tez escura e Gaspar como o mais jovem dos três. Em vez, em Chaviães, Gaspar é representado como um homem de idade madura e barba, Melchior também com a mesma idade mas com pele negra e Baltasar mais afastado dos outros, a caminho de Belém, com uma coroa flutuante. É ainda possível encontrar pequenos vestígios da cena de Nossa Senhora com o Menino Jesus, sentada no trono com o seu manto, que ficaram danificadas no século XVIII, após as reformas realizadas ao arco triunfal.

## Orago
Santa Seculina (Segolène de Albi ou de Troclar, santa francesa do século VII) - Séc. XII - Séc. XV
É considerado um orago pouco vulgar nas igrejas medievais portuguesas, contudo não é a excepção. O seu dia de festa é comemorado a 24 de Julho.
Santa Maria Madalena (santa padroeira dos pecadores arrependidos) - Séc. XV - actualmente
O seu dia de festa é comemorado a 22 de Julho.

## Classificação
A classificação da igreja foi oficialmente iniciada em maio de 2018, com a publicação em Diário da República do anúncio da abertura do procedimento.
Em 27 de junho de 2022, a Direção-Geral do Património Cultural propôs a classificação da igreja, como monumento de interesse público.
Em 21 de março de 2023, foi publicado no Diário da República a classificação da igreja como monumento de interesse público.

## Galeria

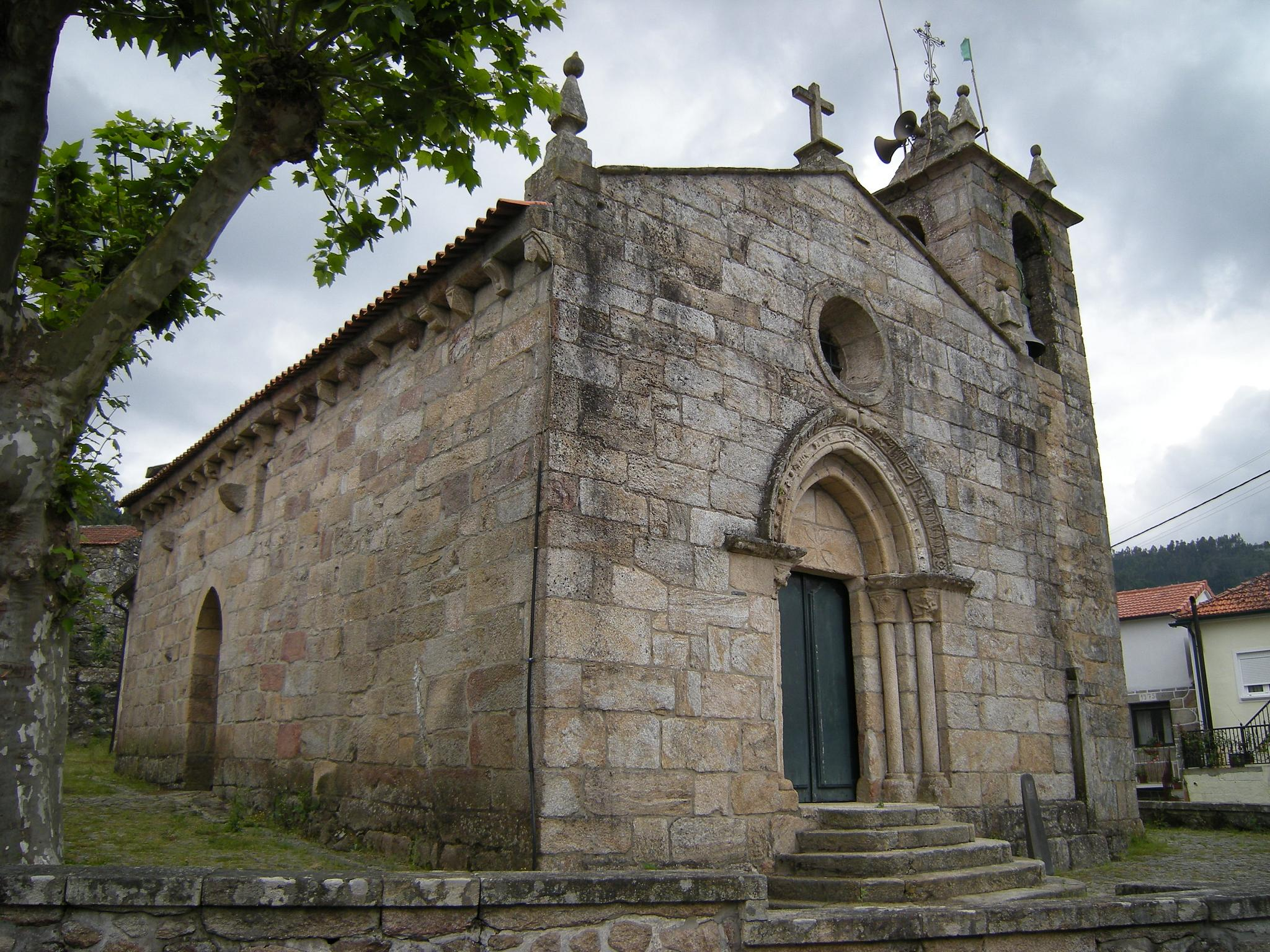
Igreja
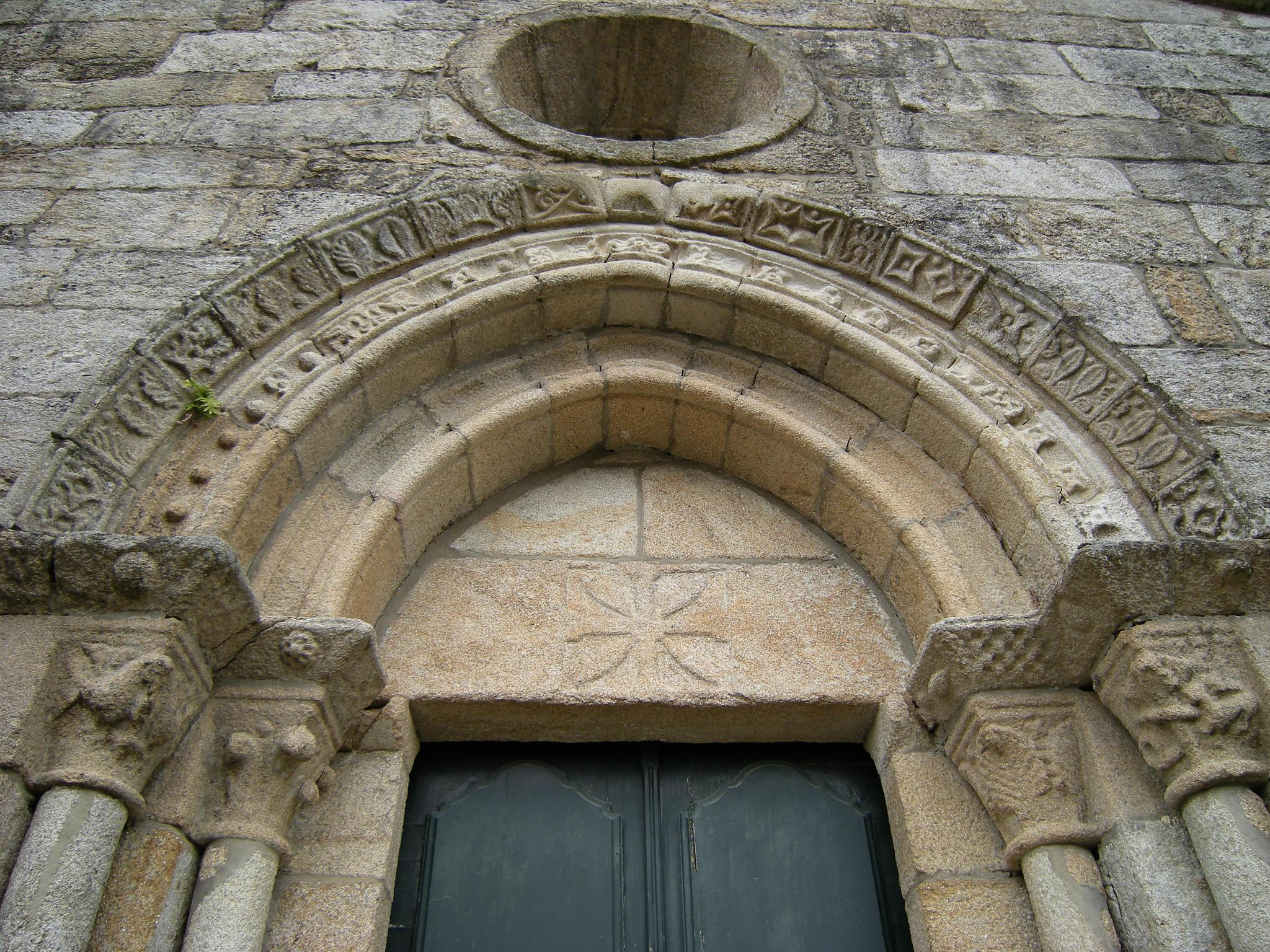
Pórtico
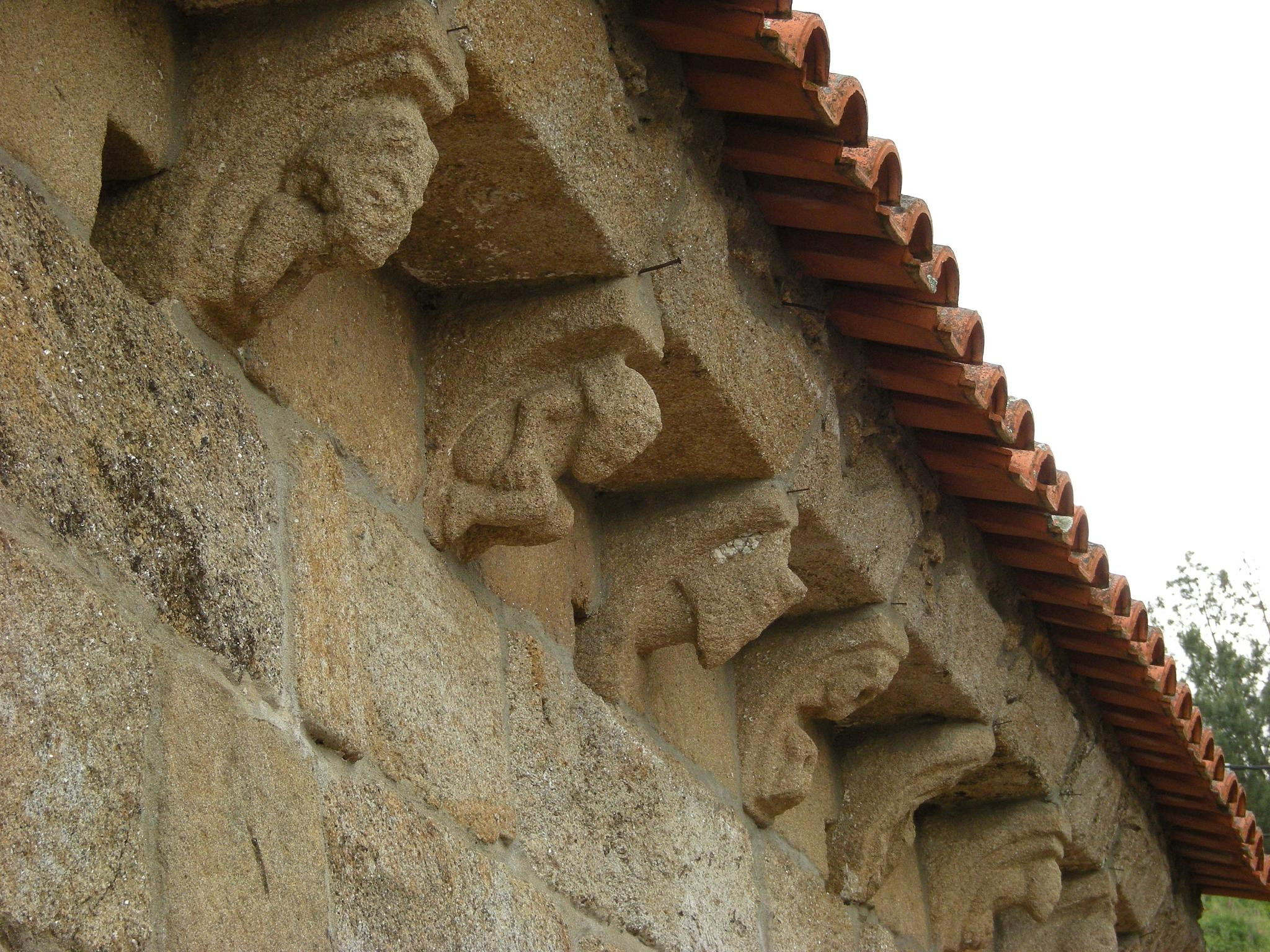
"Cachorros" na Cornija da Parede Sul
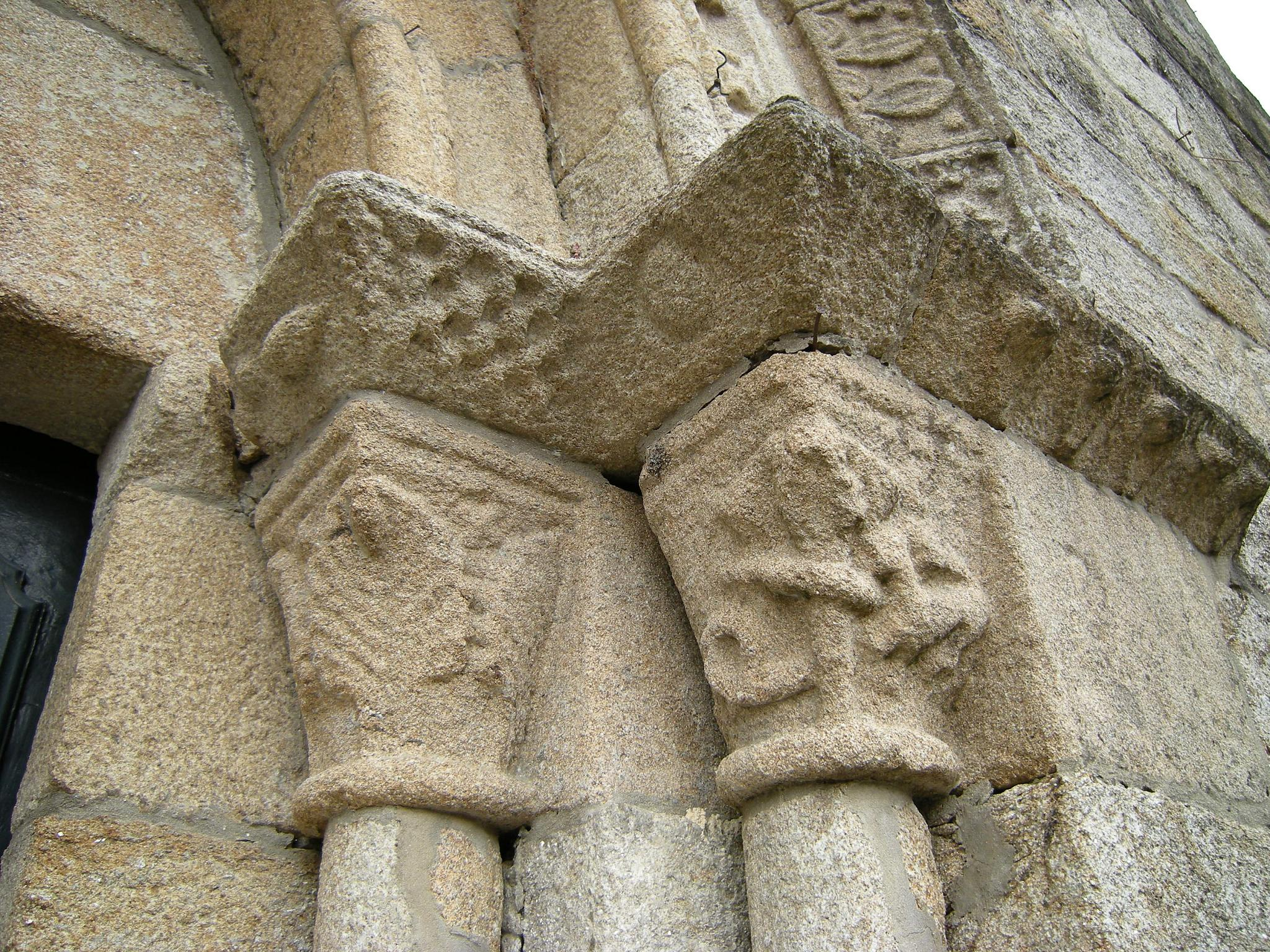
Detalhes no Pórtico
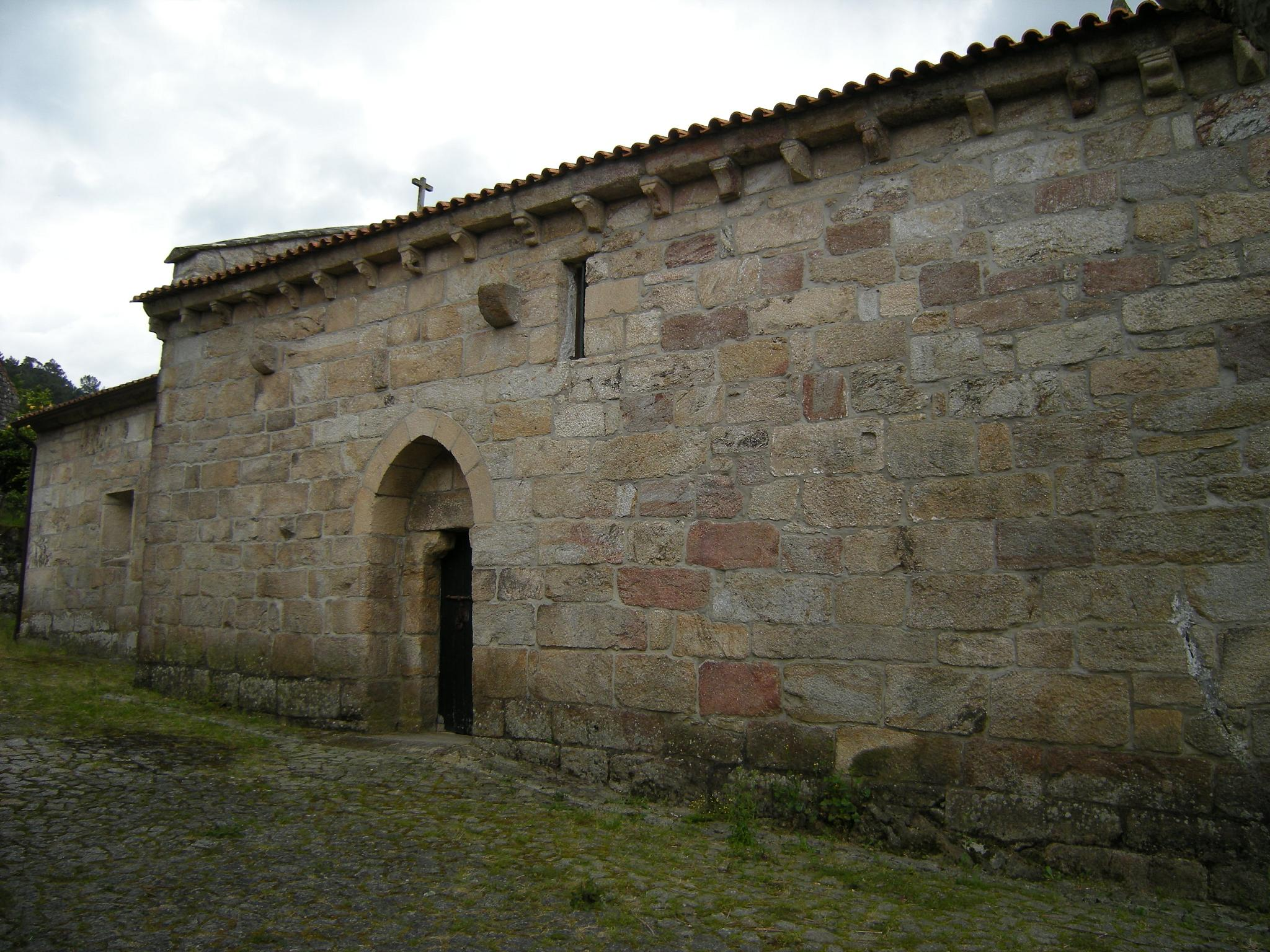
Parede Norte